# Mustapha Seridi
Mustapha Seridi (en arabe : مصطفى سريدي) est un footballeur international algérien, né le 18 avril 1941 à Guelma.
Il compte 22 sélections en équipe nationale entre 1964 et 1972.

## Biographie
Surnommé Tioua, il joue au poste de milieu de terrain à l'Espérance sportive de Guelma durant les années 1960 et années 1970. Il compte 22 sélections en équipe d'Algérie, il fait toute sa carrière à l'Espérance sportive de Guelma. 
Complément au milieu de terrain de Lalmas et d'Hachouf, joueur adroit, rapide, doté d’un bon dribble et d’une bonne vision de jeu, il a été pressenti par plusieurs formations professionnelles.

## Carrière internationale
Il débute sous les couleurs de l'Algérie le 1er novembre 1964 à l’âge de 23 ans et 5 mois à Constantine contre l’URSS avec pour entraineur Ibrir et fait son dernier match à l’âge 30 ans à Paris le 3 mars 1971 contre la sélection française Espoirs, avec pour entraineur Zouba.
- Participation en coupe d’Afrique : 10
- Jeux Méditerranéens : 3
- Jeux olympiques : 1
- Matchs amicaux : 7
- Tournois : 1
- Meilleur sportif 1968/1969
- A porté le maillot national 46 fois. [réf. nécessaire]